# 3º Reggimento genio guastatori
Il 3º Reggimento genio guastatori è un reparto guastatori dell'Esercito Italiano con sede a Udine; dipende dalla Brigata di cavalleria "Pozzuolo del Friuli".

## Storia

### Origini
Il Reggimento trae origine dal 3º Reggimento Genio, che fu formato a Lodi il 1º aprile 1920. 
Nel secondo conflitto mondiale sorsero i Battaglioni Guastatori che furono protagonisti di gloriosi fatti d'arme nei Balcani, in Russia, in Africa Settentrionale e, infine, in Italia.
Dopo il 1945 nell'Arma del Genio furono costituiti i Pionieri d'arresto, particolari unità capaci di incentrare le loro azioni sul binomio fuoco-ostacolo.
Il 1º aprile 1954 fu costituito il Raggruppamento Genio Pionieri di Arresto a Conegliano Veneto che inquadrò quattro battaglioni. 
Il 1º aprile 1955 il Raggruppamento si trasformò in Reggimento; nacque il 3º Reggimento Genio Pionieri d'Arresto che si trasferì a Orcenico Superiore di Zoppola nella Caserma "Giovanni Leccis".
Il 1º ottobre 1972 il Reggimento mutava la sua fisionomia organica e denominazione.
Nasceva il 3º Reggimento Guastatori d'Arresto che inquadrava due Battaglioni: il XXX ed il XXXI.
Il 30 settembre 1975 e, successivamente, il 31 dicembre 1975, per effetto della ristrutturazione dell'Esercito, venivano sciolti rispettivamente il XXX Battaglione ed il Comando del Reggimento.

### Battaglione guastatori
Alla stessa data del 31 dicembre 1975 il XXXI Battaglione, rimasto unico Battaglione Guastatori, assumeva la denominazione di 3º Battaglione Guastatori "Verbano", ereditando, dal 3º Reggimento, contemporaneamente disciolto, la Bandiera e le tradizioni. Nel luglio 1976 il 3° "Verbano" si trasferiva a Udine presso la caserma "Pio Spaccamela" e successivamente, nel settembre 1991 presso la caserma "G. B. Berghinz".

### Il reggimento
Il 1º settembre 1992, per effetto della nuova ristrutturazione dell'Esercito, il 3º Battaglione Genio Guastatori "Verbano" ritornava a costituirsi in Reggimento dando vita al 3º Reggimento Genio Guastatori, che prende parte all'operazione Vespri siciliani
.
Dal 1º dicembre 2000 entra nei ranghi della brigata Pozzuolo del Friuli. Prende parte a diverse missioni fuori area.

## Organizzazione
Il 3º Reggimento Genio Guastatori fa parte della Brigata di cavalleria "Pozzuolo del Friuli", che a sua volta dipende gerarchicamente dal Comando Forze Operative Nord (COMFOP Nord).
- Comando di Reggimento
  - Reparto alla Sede
  - 5ª Compagnia Comando e Supporto Logistico
- Battaglione Genio Guastatori "Verbano" 
  - Comando di Battaglione
  - 30ª Compagnia Supporto allo Schieramento
  - 8ª Compagnia (quadro)
  - 31ª Compagnia Guastatori Anfibi
  - 32ª Compagnia Guastatori Anfibi

## Attività

### Plotoni EOD
Gli artificieri EOD (Esplosive Ordnance Disposal) effettivi al reparto sono inquadrati nella 5ª compagnia comando e supporto logistico. Gli interventi riguardano principalmente la rimozione e la neutralizzazione di ordigni residuati bellici delle due guerre mondiali. Sono chiamati anche ad operare in tutte le missioni internazionali a cui l'Italia prende parte.
- Bonifica di ordigni esplosivi (Esplosive Ordnance Disposal – EOD). L'EOD si può suddividere in attività di bonifica di:
  - a. Munizionamento chimico biologico.
  - b. Munizionamento convenzionale.
  - c. Ordigni esplosivi improvvisati.
  - d. Ordigni nucleari.
  - e. Munizionamento subacqueo.
- Riconoscimento di ordigni esplosivi (Explosive Ordnance Reconnaissance – EOR)
- Procedure di messa in sicurezza (Render Safe Procedures –RSP)

### Plotoni ACRT
Il plotone ACRT (Advanced Combat And Reconnaissance Team) è inserito nelle Compagnie Guastatori. L'acronimo inglese è traducibile con l'espressione italiana "Squadra avanzata per le ricognizioni ed il combattimento". Il compito principale del plotone è sicuramente quello di fornire un adeguato supporto tecnico effettuando ricognizioni, al fine di raccogliere dati ed informazioni essenziali per lo sviluppo della manovra in ambiente permissivo e non. Questi dati e informazioni si concretizzano in particolar modo in:
- localizzazione ed identificazione di campi ed aree minati;
- classificazione di opere d'interesse tattico (ponti, guadi, attraversamenti, corsi d'acqua, gallerie, etc.);
- classificazione di strade ed itinerari in relazione agli STANAG di riferimento.
- supporto alle forze di manovra nelle operazioni offensive nel combattimento nei centri abitati, con particolare riferimento a:
  - ricognizioni per determinare l'entità e tipologia di ostacolo esistente;
  - ricognizioni per determinare possibili vie d'accesso/fuga delle aree sensibili;
  - accesso ad edifici/locali mediante l'ausilio di attrezzature meccaniche ed esplosive.
- acquisizione di informazioni relative agli assetti guastatori avversari, 
  - attività di Terrain Analysis
  - attività di Terrain Intelligence
  - attività di Engineer Intelligence

### Ricerca Militare

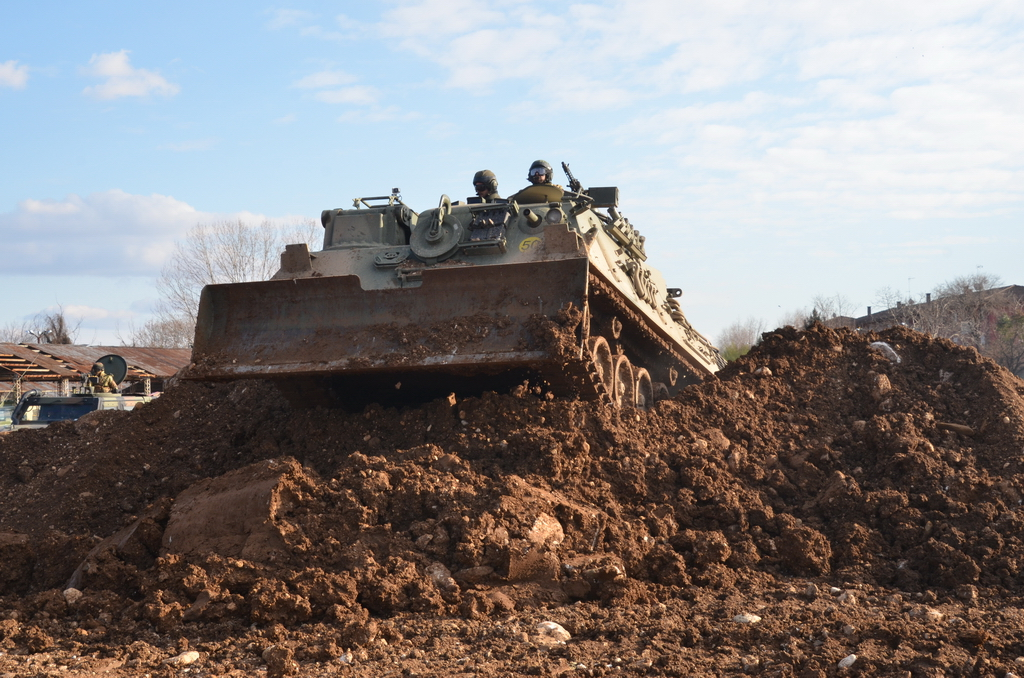
Esercitazione Combat Engineering su velivoli movimento terra

La capacità Military Search, consiste nella ricerca finalizzata ad individuare gli ordigni esplosivi o parte di essi (componenti), e i luoghi di occultamento degli stessi.
In funzione della natura delle operazioni che devono essere condotte (offensive o difensive) si possono configurare i seguenti obiettivi della Ricerca militare:
- operazioni offensive possono essere considerate quale “strumento non letale” e, quindi, a basso impatto sulla popolazione locale,
- operazioni difensive finalizzate a ripristinare o aumentare la “libertà di manovra delle Forze amiche in specifiche aree e/o itinerari e ad incrementare significativamente il livello di protezione delle forze amiche (Force Protection - FP).

### Combat engineering
Il 3º Reggimento Genio Guastatori nell'aprile 2010 ha qualificato, presso il Centro addestramento
contro ostacolo della Scuola del Genio, i primi tre CEIST (Combat Engineer Intermediate Search Team) che svolgeranno la fase di sperimentazione di questa nuova capacità sia sul territorio
nazionale che nei teatri di operazione.

### Unità Anfibia (QAE)
Il 3º Reggimento Genio Guastatori, con la 31ª e 32ª compagnia, è coinvolto nel fornire un “pool” di assetti e capacità che insieme ad altre componenti dell'Esercito e della Marina Militare, per costituire la “Landing Force Nazionale” per operazioni interforze che prevedono l'inserimento di forze in ambiente anfibio ostile, incerto o permissivo.
In particolare, alle componenti del 3º Reggimento Genio Guastatori si chiede di assicurare
interventi di mobilità, contro mobilità, engineer intelligence, anche con dispositivi autonomi.
Il personale, in possesso della Qualifica Anfibia Esercito tipo Alpha e dei requisiti sanitari, potrà acquisire successivamente la “ Abilitazione Anfibia MMI” rilasciata dal COMFORSBARC della Marina Militare.

## Operazioni svolte

### Operazioni fuori area
- operazione “Pellicano” (Albania nel 1991 e 1993 3º Battaglione Genio Guastatori “verbano” e 3º Reggimento Genio Guastatori) ;
- operazione “Joint Guardian” (Albania nel 2001 a livello battaglione) ;
- operazione "Joint Guardian" (Albania nel 2003 a livello battaglione);
- operazione “Joint Guardian” (Kosovo nel 2002 a livello reggimento) ;
- operazione “Antica Babilonia” (Iraq nel 2003-04 a livello reggimento) ;
- operazione “Antica Babilonia” (Iraq nel 2004 a livello reggimento) ;
- operazione “ISAF” (Afghanistan” nel 2004 a livello battaglione) ;
- operazione "ISAF" (Afghanistan” nel 2006 a livello battaglione) ;
- operazione "Leonte" (Libano nel 2006-07 a livello reggimento) ;
- operazione "Leonte" (Libano nel 2008-09 a livello reggimento) ;
- operazione "Leonte" (Libano nel 2010-11 a livello battaglione) ;
- operazione "Leonte" (Libano nel 2013 a livello battaglione) ;
- operazione "Leonte" (Libano nel 2015 a livello compagnia) ;
- operazione "Leonte" (Libano nel 2016-17 a livello compagnia) ;
- operazione "Prima Parthica" (Iraq nel 2017 nr.2 plotoni)
- operazione “Resolute Support” (Afghanistan nel 2018-19 nr.1 compagnia)
- operazione “Leonte” (Libano nel 2022, nr.1 compagnia più personale augmentees al Rgt Log “Pozzuolo del Friuli”)
- Operazione Joint Enterprise (Kosovo nel 2022, personale augmentees al Rgt Log “Pozzuolo del Friuli”)
- eFP Operazione "Baltic Guardian" (Lettonia nel 2023 a livello compagnia)
- Operazione Joint Enterprise (Kosovo nel 2023,  personale augmentees)
- Operazione Althea (Bosnia 2023-24, a livello compagnia)
- operazione “Leonte” (Libano nel 2025, nr.1 compagnia più personale augmentees al Rgt Log “Pozzuolo del Friuli”)

### Operazioni ordine pubblico
- "Vespri Siciliani" (1992-95 e 1997)
- "Domino" (2001-2006)
- "Strade Sicure" (2008-in corso)
- "Expo Milano 2015" (2015)

### Soccorso alla popolazione
- Terremoto del Friuli del 1976: Il Reggimento è stato impegnato nelle operazioni di soccorso alla popolazione friulana colpita dal sisma nel maggio 1976
- Alluvione di Sarno e Quindici del 1998: A seguito dell'alluvione che colpì le province di Avellino, Salerno e Caserta (da Maggio a dicembre 1998)
- Operazione Strade Pulite: Campania 2008-09
- 8 Febbraio 2012: Aliquote di personale e mezzi del 3º Rgt. genio guastatori sono mobilitati per l'emergenza maltempo e sono intervenuti per ripristinare la viabilità nelle provincia di Forlì - Cesena.[2]
- Operazione “Sabina” (2016-2017), su esercito.difesa.it.

## Onorificenze
Nella sua storia il 3º Reggimento Genio Guastatori ha meritato le seguenti onorificenze alla Bandiera di Guerra, la più decorata dell'Arma del Genio:

## Stemma araldico

### Scudo
È inquartato. Il primo quarto è d'oro con croce di rosso, simbolo di Lodi, ove fu costituito il reggimento. Il secondo e il terzo sono d'argento a ricordo delle prove di valore della 1ª Compagnia Zappatori, a Perugia nel 1860. Il quarto di rosso per simboleggiare il sacrificio cruento cui sono andati incontro i "guastatori" in Africa Settentrionale durante la 2^ G.M.. Il secondo e il quarto contengono una granata fiammeggiante di rosso con gladio romano a ricordo dei ripetuti atti di eroismo di cui sono stati protagonisti nel primo conflitto mondiale i Reparti Zappatori del Genio entrati a far parte del 3º Reggimento genio, nonché i legami e di denominazione con i Battaglioni Artieri d'Arresto e con i Battaglioni Guastatori del Genio particolarmente distintisi durante il secondo conflitto mondiale.

### Ornamenti
Da essa scendono i nastri indicativi delle ricompense al valore di cui il reggimento ha titolo di fregiarsi. Sotto lo scudo, su lista bifida, il motto “ARRESTO E DISTRUGGO” già del 3º Reggimento guastatori d'arresto.

## Armamento in dotazione
- Pistola semiautomatica Beretta “92 FS" e  “92 SB" cal.9 x 19 Parabellum
- Fucile d'assalto Beretta "ARX-160" cal. 5,56 x 45 NATO versione A1 e A3
- Fucile da battaglia per marksman, Beretta ”ARX-200” cal. 7,62 x 51 NATO
- Mitragliatrice Leggera "MINIMI" cal. 5,56 x 45 NATO
- Mitragliatrice Media Beretta "MG 42/59" cal. 7,62 x 51 NATO
- Mitragliatrice Pesante "Browning" cal. 12,7 x 99 NATO
- Fucile a Canna Liscia Franchi “SPAS-15” cal. 12 Gauge
- Fucile di Precisione anti-materiale Barrett “M107” cal. 50 BMG (12,7 × 99 mm NATO)
- Fucile di Precisione Sako “TRG 42” cal. .338 Lapua
- Lanciagranate Beretta “GLX-160” cal. 40x46
- Cannone controcarro ”FOLGORE”
- Torretta Remotizzata “Hitrole®️ Light” equipaggiata su VTLM “Lince” e VTMM “Orso” anche quest’ultimi in dotazione al Reggimento